# أوتسول

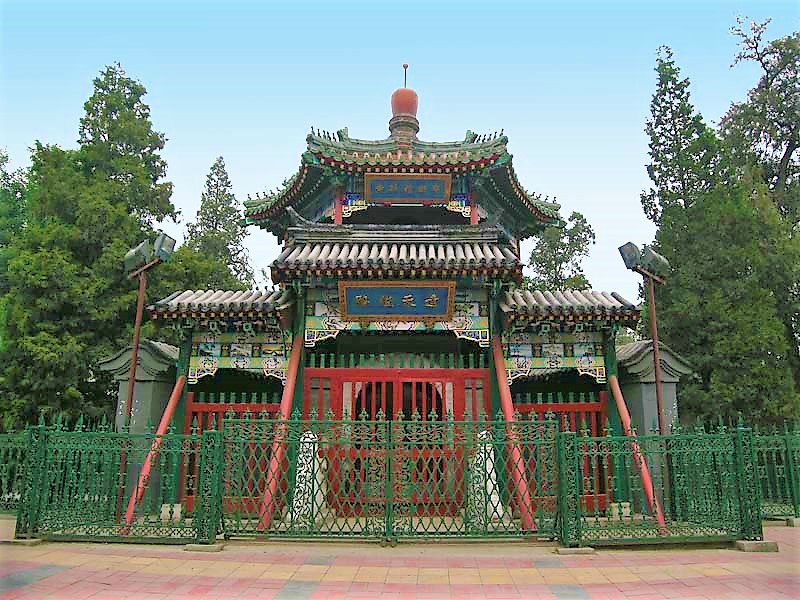
مسجد نيوجي، أقدم مسجد في بكين. تم بناؤه عام 996 وأعيد بناؤه بالكامل في عهد إمبراطور كانغشي (1622-1722).

الأوتسول ويسمون بالصينية زو زان، وهي مجموعة عرقية من الناس تعيش في جزيرة هينان جنوب الصين مع أنها قومية غير معترف بها في الصين تتمركز سكان هذه العرقية في أقصى جنوب جزيرة هينان بالقرب من مدينة سانيا، والآوتسول هي من القوميات الإسلامية التي هاجرت من جنوب آسيا واستقروا في جزيرة هينان، أصول هذه العرقية تعود إلى تشام من فيتنام، يتكلم الآوتسول اللغة التساتية ويبلغ عددهم حوالي 5000 نسمة وأغلبهم يعتنق الإسلام.